# Max Ophüls
Max Ophüls (egentligen Maximilian Oppenheimer) född 6 maj 1902 i Sankt Johann (sedan 1909 en stadsdel i Saarbrücken), död 26 mars 1957 i Hamburg, var en tysk-fransk film- och teaterregissör.
Filmfestival Max Ophüls Preis är en filmfestival i Saarbrücken som arrangeras varje år sedan 1980. Max Ophülspriset, festivalens största pris, delas ut till en regissör inom film eller dokumentärfilm (>60 minuter).

## Biografi

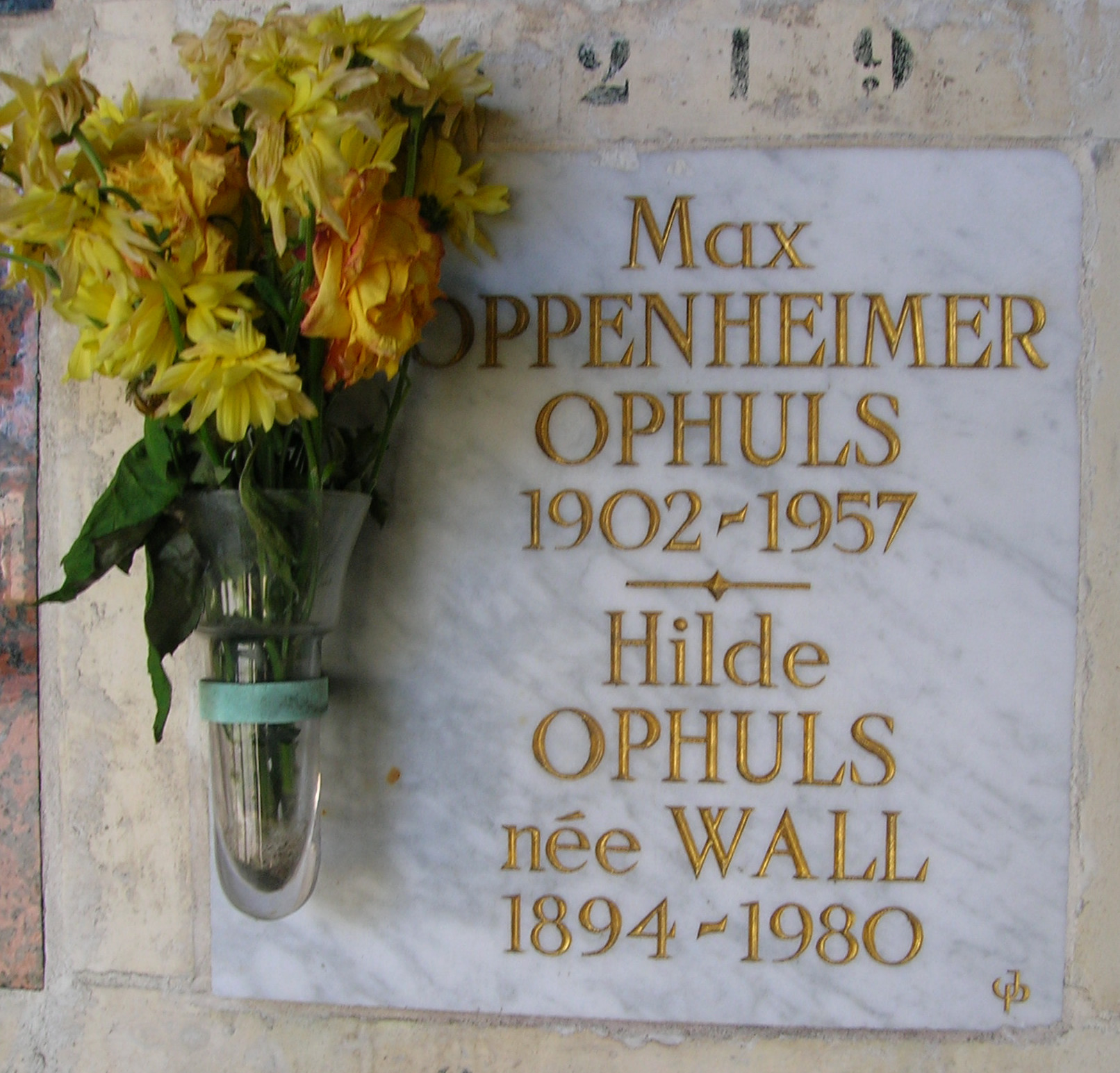
Max Ophüls grav på Père-Lachaise i Paris

Max Ophüls var son till den judiske textilhandlaren Leopold Oppenheimer och dennes hustru Helene. Ophüls, som antog sitt artistnamn 1920, inledde sin karriär som skådespelare på Theater Aachen (1921–1923) i Aachen. På stadsteatern i Dortmund övertog han för första gången regin. År 1923 började han också arbeta som teaterregissör. Från 1925 arbetade han även vid radion. Under åren 1925 och 1926 var han dessutom engagerad som skådespelare på Burgtheater i Wien och var där även verksam som regissör (vid Akademietheater) och scenograf. På Burgtheater lärde han känna skådespelerskan Hilde Wall, som blev hans hustru 1926.
En kort tid efter det att hans fjärde uppsättning haft premiär blev Ophüls 1926 uppsagd på antisemitiska grunder. Under åren 1928–1930 arbetade han som regissör i Breslau, där han vann erkännande för sina uppsättningar av verk av bland andra Michail Bulgakov, Gerhart Hauptmann och Heinrich von Kleist. I anslutning till detta kom han till Berlin, där han assisterade den ryske filmmakaren Anatole Litvak vid dialogregin. År 1931 regisserade Ophüls sin första film Dann schon lieber Lebertran efter en berättelse av Erich Kästner. Efter ytterligare två filmer följande år fick Ophüls sitt genombrott som filmregissör med Schnitzlerfilmatiseringen Liebelei (1932/1933, svensk titel: Din för evigt).
Nazisterna maktövertagande gjorde det omöjligt för Ophüls att fortsätta arbeta i Tyskland. En kort tid efter riksdagshusbranden lämnade han Berlin med sin familj och begav sig till Paris. År 1938 blev han fransk medborgare. Han flydde till USA 1942 och arbetade i Los Angeles. År 1949 återvände han till Paris. Han dog i Hamburg 1957 av en hjärtsjukdom och begravdes på Père-Lachaise i Paris.
Den franske regissören och dokumentärfilmaren Marcel Ophüls är son till Max Ophüls och Hilde Wall.

## Filmografi i urval
- 1931 – Dann schon lieber Lebertran
- 1933 – Din för evigt (Liebelei)
- 1934 – Lidelse (La signora di tutti)
- 1938 – En kärleks tragedi (Le roman de Werther)
- 1948 – Brev från en okänd kvinna (Letter From an Unknown Woman)
- 1950 – Kärlekens hus (La Ronde)
- 1952 – Kärlekens fröjder (Le Plaisir)
- 1953 – Bröllopsgåvan (Madame de...)
- 1955 – Lola Montez – kurtisanen (Lola Montès)